# Giá trị tổng kiểm
Giá trị tổng kiểm, hay giá trị kiểm tra, (tiếng Anh: checksum) là một giá trị tính toán dùng để gắn vào một gói dữ liệu khi gói dữ liệu, hoặc tập tin, được truyền qua một mạng lưới truyền thông, hay qua các thiết bị lưu trữ dữ liệu, cho phép nơi nhận gói dữ liệu, dùng con số này để so sánh với giá trị tổng kiểm mà nó tự tính toán trên gói dữ liệu. Nếu hai giá trị tổng kiểm bằng nhau thì gói dữ liệu coi như là được truyền sang chính xác, và dữ liệu nhận được là tương đương với dữ liệu đã gửi. Nếu không thì gói dữ liệu nhận được không còn giống với dữ liệu đã gửi. Trong trường hợp thứ hai, gói dữ liệu nhận được có thể phải bỏ đi, và thiết bị nhận dữ liệu có thể gửi yêu cầu sang cho thiết bị gửi dữ liệu, xin cho gói dữ liệu được truyền lại một lần nữa.
Giá trị tổng kiểm thường được lấy ra từ chính dữ liệu và vì vậy giá trị của nó tùy thuộc vào bản chất và cấu trúc của dữ liệu. Những phương trình toán học dùng để tạo nên giá trị tổng kiểm thường là những phương trình đã được công nhận là một tiêu chuẩn, và được lập trình hóa trong các máy thu và máy nhận. Dù chúng có được thực thi bằng những hệ lập trình khác nhau, nhưng giá trị tổng kiểm cho cùng một dữ liệu, đều phải cho một kết quả tương tự.